# Tágfalva
Tágfalva (Larga), település Romániában, a Partiumban, Máramaros megyében.

## Fekvése
Magyarlápos és Felsőszőcs közt, magas hegyekkel köeülvett szűk völgyben fekvő település, melyen a Lárga patak folyik keresztül, amely a Tőkés felől folyó Szőcs-patakával egyesül balról.

## Nevének eredete
Neve a román lárg, mely magyarul bő, széles, tág jelentésű. Innen kapta új nevét. 1830-ban románul még Lérzseny volt a neve.

## Története
Tágfalva nevét 1610-ben említette először oklevél Larga, Szeocz Larga valachalis néven. 1760–1762 között Tágfalva, 1808-ban Lárga, Largú, 1913-ban Tágfalva néven írták.
Egykori nevéből következtetve, valószínűleg Alsó-Szőcsnek egyik telepe lehetett és már 1593-ban Szamosújvárhoz tartozott. 1610-ben Makray Bertalan és Bethlen Erzsébet fia Péter birtoka volt, akik azonban mivel részesei voltak a széki merényletnek, a fejedelem összes birtokaikat sógorának mányiki Dobay Tamásnak, Makray Ilona férjének adományozta oda, aki viszont azokról Makray javára lemondott, de magának Lárgát megtartotta. 1694-ben a falu birtokosa a Makray család.
1703 körül Lárga az elpusztult települések között található. 1786-ban birtokosai: Makrai Józsefnek van 11 jobbágya, 1 zsellére, 4 szegénye, Belényesi Sámuelnek 9 jobbágya, 1 zsellére, 4 szegénye, Galambos Józsefnek 6 jobbágya, 1 szegénye, Alsó István, Ágnes és Katának anyjuk Makrai jussán 3 jobbágya volt. 1820-ban Makrai László birtoka.
1910-ben 526 lakosából 519 román volt. Ebből 517 görögkatolikus volt. A trianoni békeszerződés előtt Szolnok-Doboka vármegye Magyarláposi járásához tartozott.

## Nevezetességek

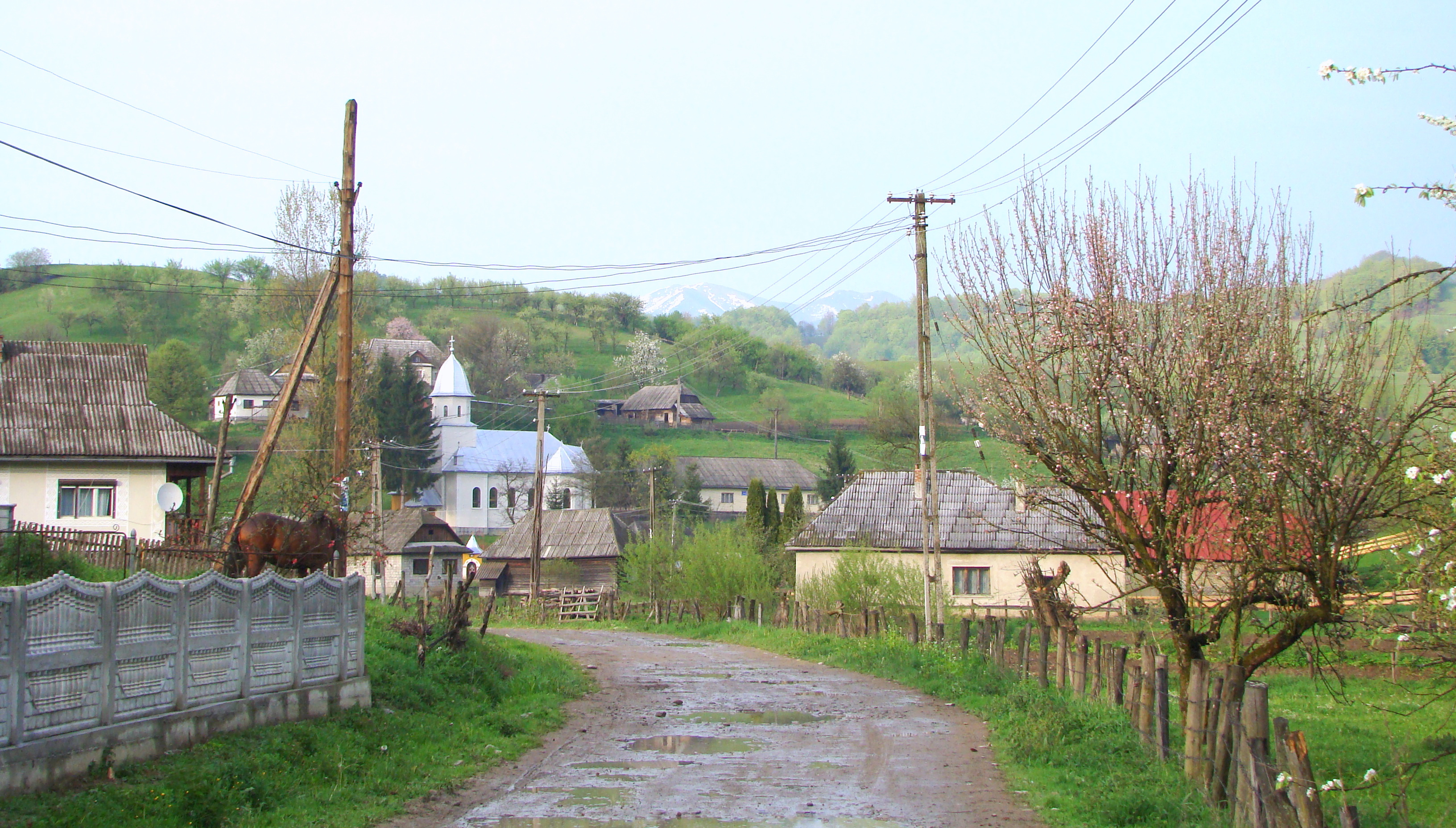
Tágfalva látképe

- Korábban görögkatolikus, jelenleg ortodox fatemplomát 1816-ban szentelték fel Szent Demeter tiszteletére. Anyakönyve 1850-től van vezetve.